# Tuszewo (Grudziądz)
Tuszewo (niem. Tusch) – dzielnica Grudziądza, położona we wschodniej części miasta.

## Nazwa
Pochodzenie nazwy Tuszewo nie jest znane. Nazwa miejscowości na przestrzeni lat miała różne brzmienie, np. Tusch, Tuseph, Tuschino, Tuschow, Tawsche i Tusschaw.
Na przywileju łowickim z 1222 roku wieś figuruje pod nazwą Tuseph. Rok później w przywileju księcia mazowieckiego Konrada Tuszewo jest wymienione jako Tuschino qude Naroschinik dicitur (z łac. Tuschino, które się Naroschinik zowie), co miało związek z tzw. narocznikami – średniowiecznymi powinnościami ludności wiejskiej osady wobec pobliskiego grodu.

## Historia
Tuszewo już w 1173 r. wchodziło w skład rozległych dóbr ziemi chełmińskiej (26 wsi), którymi z nadania książąt mazowieckich władał wojewoda Żyrosław z rodu Powałów. Po śmierci syna wojewody Olta w 1207 roku, majętności te, wraz z Tuszewem, wróciły do rąk księcia Konrada Mazowieckiego. W przywileju lokacyjnym Grudziądza z 18 czerwca 1291 jako jeden z punktów granicznych miasta wymienione jest jezioro Tuszewskie, u którego brzegów usytuowane było Tuszewo. 
W XIV wieku folwark Tuszewo należał do zamku grudziądzkiego. W 1398 roku Krzyżacy mieli w Tuszewie folwark, a w nim hodowali ponad 2000 owiec. Na podstawie pierwszego znanego przywileju wystawionego przez grudziądzkiego starostę Jana Zborowskiego, osiedlili się tu holenderscy menonici jako dzierżawcy. 
W 1789 roku Tuszewo było wsią królewską o 25 dymach. W 1857 roku uwłaszczono 17 dzierżawców. W 1885 roku Tuszewo miało powierzchnię 336 ha, zamieszkiwało je 195 mieszkańców w 29 domach. Z okresu XIX i 1 pół. XX wieku w Tuszewie zachowały się 3 (obecne zapomniane) cmentarze.
W 1906 roku wybudowano w Tuszewie fort. W 1913 roku oddano do użytku Zakłady Graficzne Wiktora Kulerskiego. W 1925 roku odwiedził je prezydent Rzeczypospolitej Stanisław Wojciechowski.
W roku 1931 obszar Tuszewa obejmował 345,5 ha, zamieszkiwało je 607 osób. Tuszewo włączono do Grudziądza w dwóch etapach: pierwszą część 15 czerwca 1934 roku, drugą 5 października 1954 roku.

## Komunikacja
Do Tuszewa można dojechać autobusami MZK Grudziądz linii nr: 4, 8, 15, oraz autobusami komunikacji powiatowej linii: P4, P11.
W rejonie dzielnicy zlokalizowany jest przystanek kolejowy Grudziądz Tuszewo, na którym zatrzymują się pociągi POLREGIO.
Istnieje także prywatne połączenie autobusowe przewoźnika Merc-Bus w kierunku Wielkich Lnisk i Salna.